# Retiendas
Retiendas – gmina w Hiszpanii, w prowincji Guadalajara, w Kastylii-La Mancha, o powierzchni 20,99 km². W 2011 roku gmina liczyła 56 mieszkańców.